# Amplificador operacional de transconductància

Símbol esquemàtic d'una OTA amb entrada diferencial. Igual que l'amplificador operacional estàndard, té entrades inversores (-) i no inversores (+); línies d'alimentació (V+ i V−); i una única sortida. A diferència de l'amplificador operacional tradicional, té dues entrades de polarització addicionals, I_{abc} i I_{bias}.

L'amplificador operacional de transconductància (OTA) és un amplificador que emet un corrent proporcional a la seva tensió d'entrada. Per tant, és una font de corrent controlada per tensió (VCCS). Tres tipus d'OTA són d'entrada única, sortida única, entrada diferencial i sortida diferencial d'entrada (també conegut com totalment diferencial), però aquest article se centra en una única sortida d'entrada diferencial. Pot haver-hi una entrada addicional per a un corrent per controlar la transconductància de l'amplificador.
Les primeres unitats de circuits integrats disponibles comercialment van ser produïdes per RCA el 1969 (abans de ser adquirides per General Electric) en forma del CA3080. Tot i que la majoria de les unitats es construeixen amb transistors bipolars, també es produeixen unitats de transistors d'efecte de camp.
Com un amplificador operacional estàndard, l'OTA també té una etapa d'entrada diferencial d'alta impedància i es pot utilitzar amb retroalimentació negativa. Però l'OTA es diferencia en això:
- L'OTA emet un corrent mentre que un amplificador operacional estàndard emet una tensió.
- L'OTA s'utilitza normalment "open-loop"; sense retroalimentació negativa en aplicacions lineals. Això és possible perquè la magnitud de la resistència connectada a la seva sortida controla la seva tensió de sortida. Per tant, es pot triar una resistència que evita que la sortida entri en saturació, fins i tot amb tensions d'entrada diferencials elevades.

Aquestes diferències fan que la gran majoria de les aplicacions estàndard d'amplificadors operacionals no es puguin implementar directament amb les OTA. Tanmateix, les OTA poden implementar filtres controlats per voltatge, oscil·ladors controlats per voltatge (per exemple, oscil·ladors de freqüència variable), resistències controlades per voltatge i amplificadors de guany variable controlats per voltatge.

## Funcionament bàsic
A l'OTA ideal, el corrent de sortida és una funció lineal de la tensió diferencial d'entrada, calculada de la següent manera:
{\displaystyle I_{\mathrm {out} }=(V_{\mathrm {in+} }-V_{\mathrm {in-} })\cdot g_{\mathrm {m} }}
on Vin+ és la tensió a l'entrada no inversora, Vin− és la tensió a l'entrada inversora i gm és la transconductància de l'amplificador.
Si la càrrega és només una resistència de {\displaystyle R_{\text{load}}} a terra, la tensió de sortida de l'OTA és el producte del seu corrent de sortida i la seva resistència de càrrega:
{\displaystyle V_{\mathrm {out} }=I_{\mathrm {out} }\cdot R_{\mathrm {load} }}
El guany de tensió és llavors la tensió de sortida dividida per la tensió diferencial d'entrada:
{\displaystyle G_{\mathrm {voltage} }={V_{\mathrm {out} } \over V_{\mathrm {in+} }-V_{\mathrm {in-} }}=R_{\mathrm {load} }\cdot g_{\mathrm {m} }}
La transconductància de l'amplificador sol estar controlada per un corrent d'entrada, denominat Iabc ("corrent de polarització de l'amplificador"). La transconductància de l'amplificador és directament proporcional a aquest corrent. Aquesta és la característica que la fa útil per al control electrònic del guany de l'amplificador, etc

## Característiques no ideals
Igual que amb l'amplificador operatiu estàndard, els OTA pràctics tenen algunes característiques no ideals. Això inclou:
- No linealitat de l'etapa d'entrada a tensions d'entrada diferencials més altes a causa de les característiques dels transistors de l'etapa d'entrada. En els primers dispositius, com el CA3080, l'etapa d'entrada constava de dos transistors bipolars connectats en la configuració de l'amplificador diferencial. Les característiques de transferència d'aquesta connexió són aproximadament lineals per a tensions d'entrada diferencials de 20 mV o menys. Aquesta és una limitació important quan s'utilitza l'OTA en bucle obert, ja que no hi ha cap retroalimentació negativa per linealitzar la sortida. A continuació s'esmenta un esquema per millorar aquest paràmetre.
- Sensibilitat a la temperatura de la transconductància.
- Variació de la impedància d'entrada i sortida, corrent de polarització d'entrada i voltatge de compensació d'entrada amb el corrent de control de transconductància Iabc.